# Elaeagnus sarmentosa
Elaeagnus sarmentosa — вид квіткових рослин з родини маслинкових (Elaeagnaceae). Поширення: Китай (Юньнань, Гуансі), В'єтнам.

## Середовище
Населяє гірські ліси; на висотах 1100–1900 метрів.

## Біоморфологічна характеристика
Це плетисний кущ 2–10 м заввишки. Колючки ≈ 1.5 см. Ніжка листка ≈ 1.5 см, густо червоно-коричнево луската; листова пластинка еліптична, 8–16 × 2.2–6 см, знизу з лусками сіро-білого кольору, часто з коричневим центром, зверху з лусками темно-коричневого кольору, незабаром обмежена основою середньої жилки, бічні жилки 5 або 6 з кожного боку середньої жилки, тонкі, основа від закругленої до широко клиноподібної, край цільний, верхівка загострена. Квітки 1 або 2 в пазусі. Квітконіжка коричнева, 6–7 мм. Квітки зовні в щільних сріблясто-коричневих лусках. Трубка чашечки трубчасто-зворотноконічна, 8–9 мм; частки трикутно-яйцеподібні, 5.5–6 × ≈ 3.5 мм, всередині густо зірчасто-волосисті, верхівка загострена. Кістянка вузько еліпсоїдна, помітно 8-реберна, коричнево ворсинчаста. Цвітіння: жовтень і листопад; плодіння: березень.